# Fukienogomphus prometheus
Fukienogomphus prometheus är en trollsländeart som först beskrevs av Maurits Anne Lieftinck 1939.  Fukienogomphus prometheus ingår i släktet Fukienogomphus och familjen flodtrollsländor. Inga underarter finns listade i Catalogue of Life.